# 14519 Ural
14519 Ural este un asteroid din centura principală, descoperit pe 8 octombrie 1996, de Eric Elst.